# 인간 혐오자

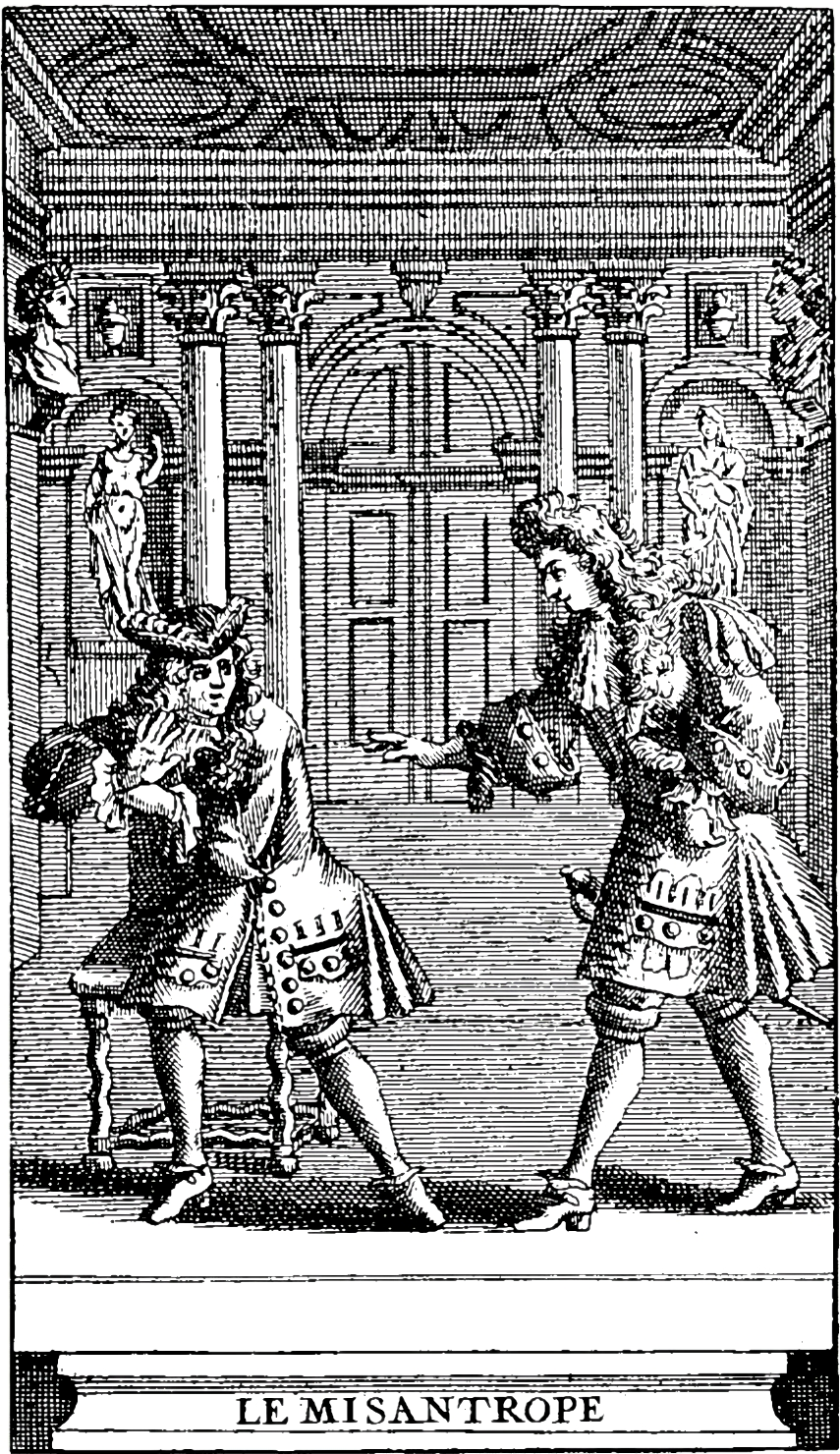

《인간 혐오자》(프랑스어: Le Misanthrope)는 몰리에르의 희곡이다.

## 작품 소개
성격희극의 창시자로 불린 몰리에르. 그의 작품 『인간 혐오자』는 알세스트라는 인물을 통해 위선과 허위로 가득 찬 당대 사교계를 날카롭게 꼬집고 있다. 줄거리는 셀리멘과의 사랑과 갈등에 초점이 맞춰져 있지만, 그 속에는 배신과 거짓, 권력 등이 음흉하게 도사리고 있는 사회로부터의 반항과 탈출을 시도하는 한 개인의 고뇌와 좌절을 읽을 수 있다.
역사가 미슐레(Michelet)와 몰리에르의 전기를 기록한 그리마레(Grimarest)에 따르면 이 작품은 극작가로서 몰리에르의 역량이 최대로 발휘된 작품이다. 또한 부르주아 계층을 주된 묘사의 대상으로 삼는다는 희극의 전통에서 벗어나 있으며, 이는 그의 작품에서도 유일한 것이어서 특별히 주목할 만하다. 메난드로스의 ＜무뚝뚝한 사람＞, 셰익스피어의 ＜아테네의 타이먼＞에서도 ＜인간 혐오자＞의 알세스트와 같이 자기중심적인 아집으로 가득 찬 인물들이 나온다. 하지만 몰리에르는 작품의 무대를 당대의 사교계로 설정했다는 점에서 이 작품의 현대성을 찾을 수 있다.
운문 5막 희극인 이 작품의 무대는 스무 살의 나이로 과부가 된 셀리멘의 살롱이다. 이른 나이에 과부가 된 미모의 소유자 셀리멘의 사랑을 차지하기 위해 알세스트를 비롯한 여러 젊은 귀족들이 경합을 벌이는 것이 주요 사건으로 펼쳐진다. 알세스트의 주된 경쟁자는 오롱트라는 사람으로 1막에서 두 사람은 소네트 논쟁을 벌이게 되는데, 그는 이를 빌미로 법원에 제소되는 사건에 휘말린다. 게다가 알세스트가 사랑하는 여인인 셀리멘마저도 기만과 배신을 일삼고, 사랑의 감정을 저울질하는 등 그로 하여금 사교계에 대한 환멸을 느끼게 한다.
귄력을 추종하고 자신의 이해관계에 따라 움직이는 사람들, 비난과 험구가 난무하는 사회. 알세스트는 설령 법원의 판결에서 패소하더라도 이를 “우리 시대의 악덕을 보여주는 명백한 사례이자 유명한 증거로 후세에 전해졌으면 좋겠”다는 다짐을 보여준다. 이로써 인간의 타락한 본성을 영원히 저주하고 증오할 수 있는 권리를 확보했다는 알세스트. 그의 인간 혐오증이 갖는 완고함은 당대 사회를 전면적으로 거부하고 있지만, 역으로 당시는 물론 지금 이 시대를 살아가는 우리 자신을 돌아볼 수 있게 해준다.

## 서지 정보
- 이경의 역, 2009년, 지식을만드는지식 ISBN 978-89-6228-262-7